# Kurpény
Kurpény (románul: Curpeni) falu Romániában, Erdélyben, Fehér megyében. Közigazgatásilag Bokajfelfalu községhez tartozik.

## Fekvése
Az Erdélyi-érchegység alatt, Algyógytól északkeletre, Bokajfelfalu és Bulbuk közt fekvő település.

## Története
Kurpény, Kürpény nevét 1805-ben említette először oklevél Kürpény néven.
Későbbi névváltozatai: 1808-ban Kürpény ~ Kürpéncs, 1888-ban Kurpény, 1913-ban Kurpény.
A trianoni békeszerződés előtt Hunyad vármegye Algyógyi járásához tartozott.
1910-ben 434 román görögkeleti ortodox lakosa volt.

## Kurpény a régi térképeken

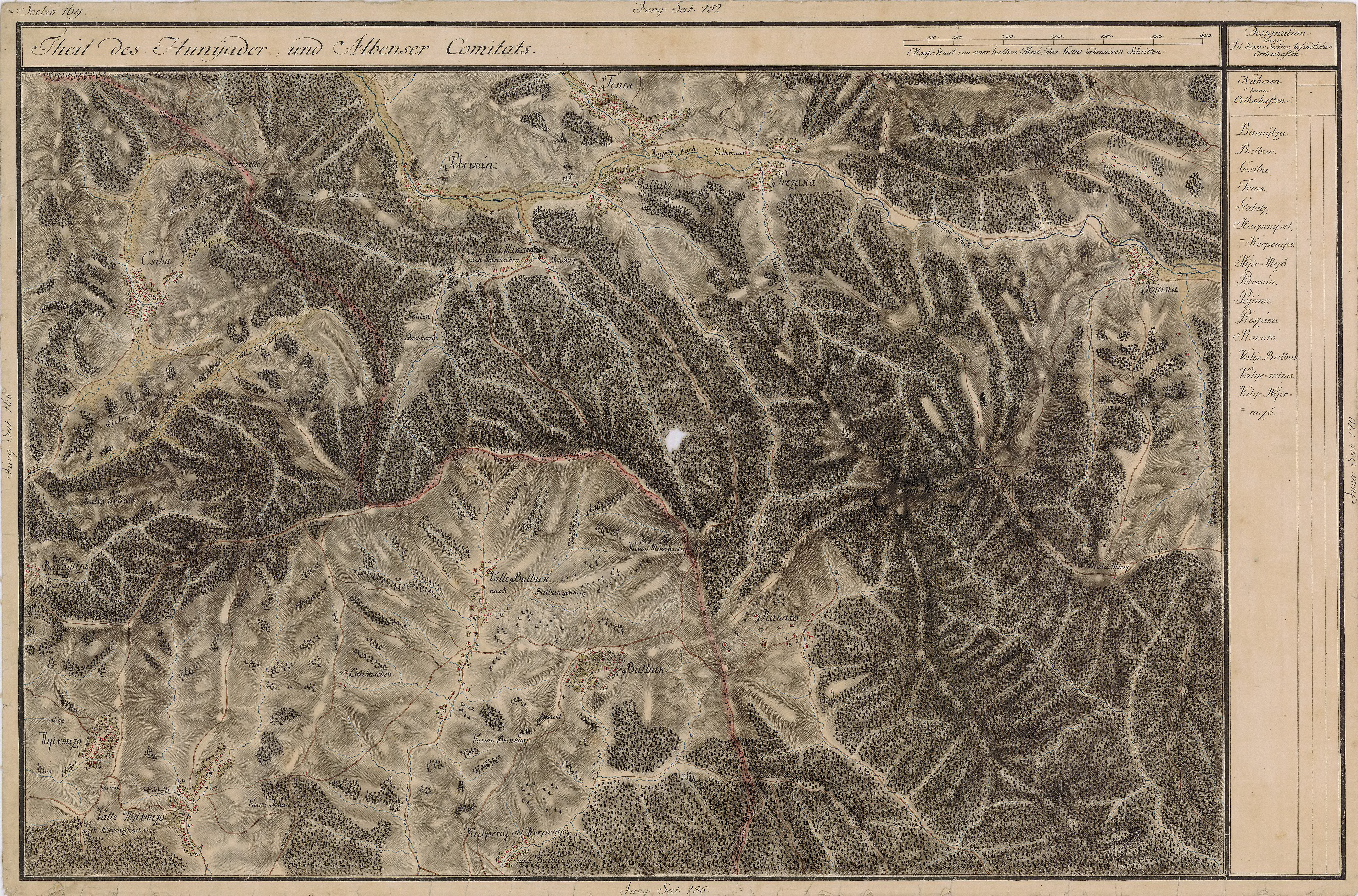
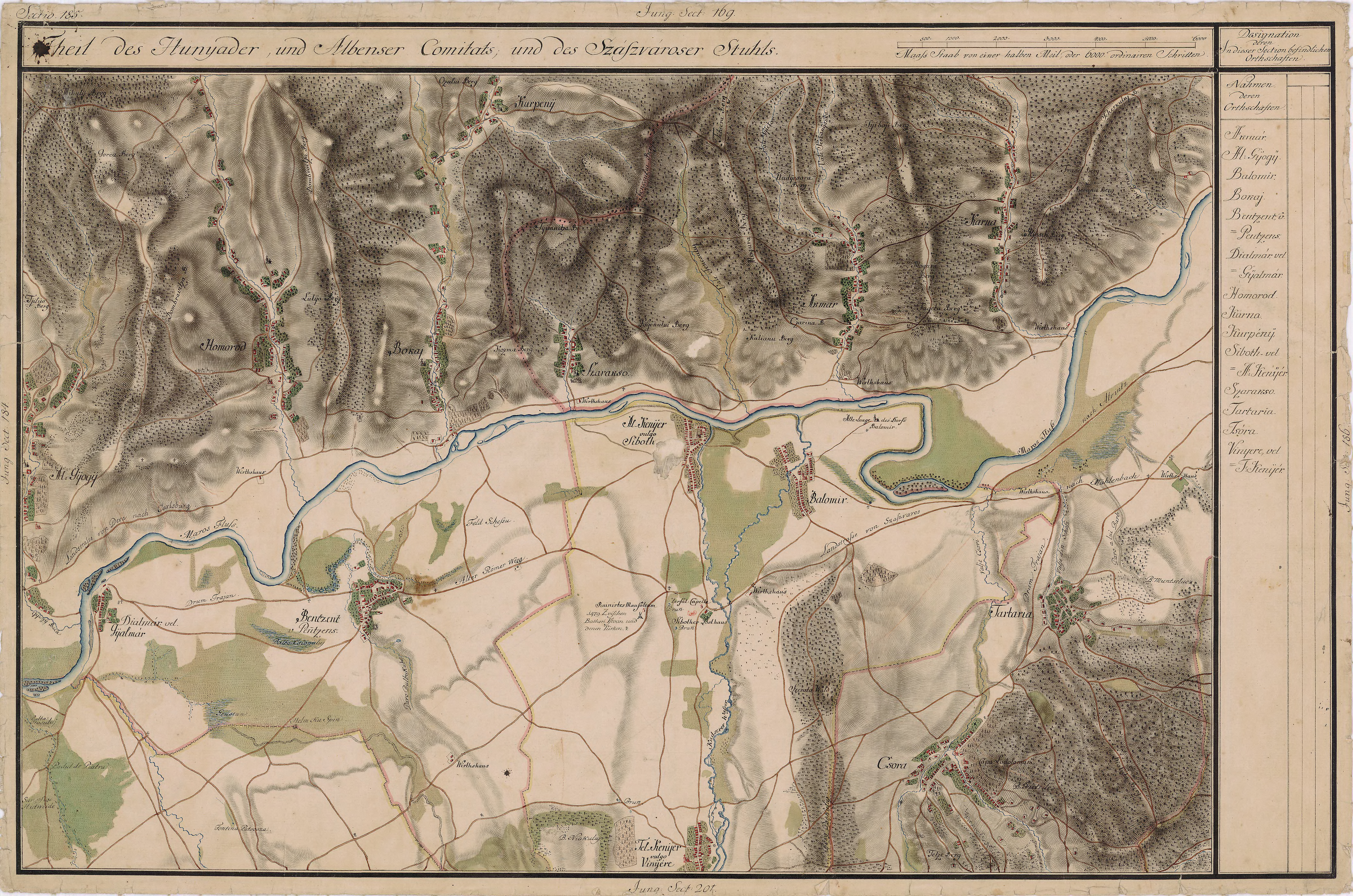